# 요관꽈리
요관꽈리(Ureterocele)란 요관을 둘러싸고 있는 근육층이 없어지면서 요관 말단부가 풍선처럼 부풀어 방광속에서 낭성 구조물이 보이는 것을 말한다. 이것은 500명-1000명의 아기중에 1명이 나타나는 질환이며 주로 여자아이에게 나타난다. 이것은 이소성 요관 또는 중복요관과 흔히 동반되며 복잡한 문제를 유발한다.

## 치료
증상을 유발하는 이소성 요관과 요관꽈리는 수술적 치료가 필요하며 약물이나 대기요법은 좋지 않다. 신기능과 폐색유무, 방광요관역류유무에 따라 치료가 정해진다.